# Miconia costoides
Miconia costoides é uma espécie de planta do gênero Miconia , da família Melastomataceae.  

## Taxonomia
O taxon foi descrito oficialmente em 2018 por Fabián A. Michelangeli. 
A espécie havia sido descrita anteriormente sob o basiônimo Tococa costoides (gênero Tococa) em 2006, também por Michelangeli. 